# Західносуданська савана
Західносуданська савана (ідентифікатор WWF: AT0722) — афротропічний екорегіон тропічних та субтропічних луків, саван і чагарників, розташований в Західній Африці.

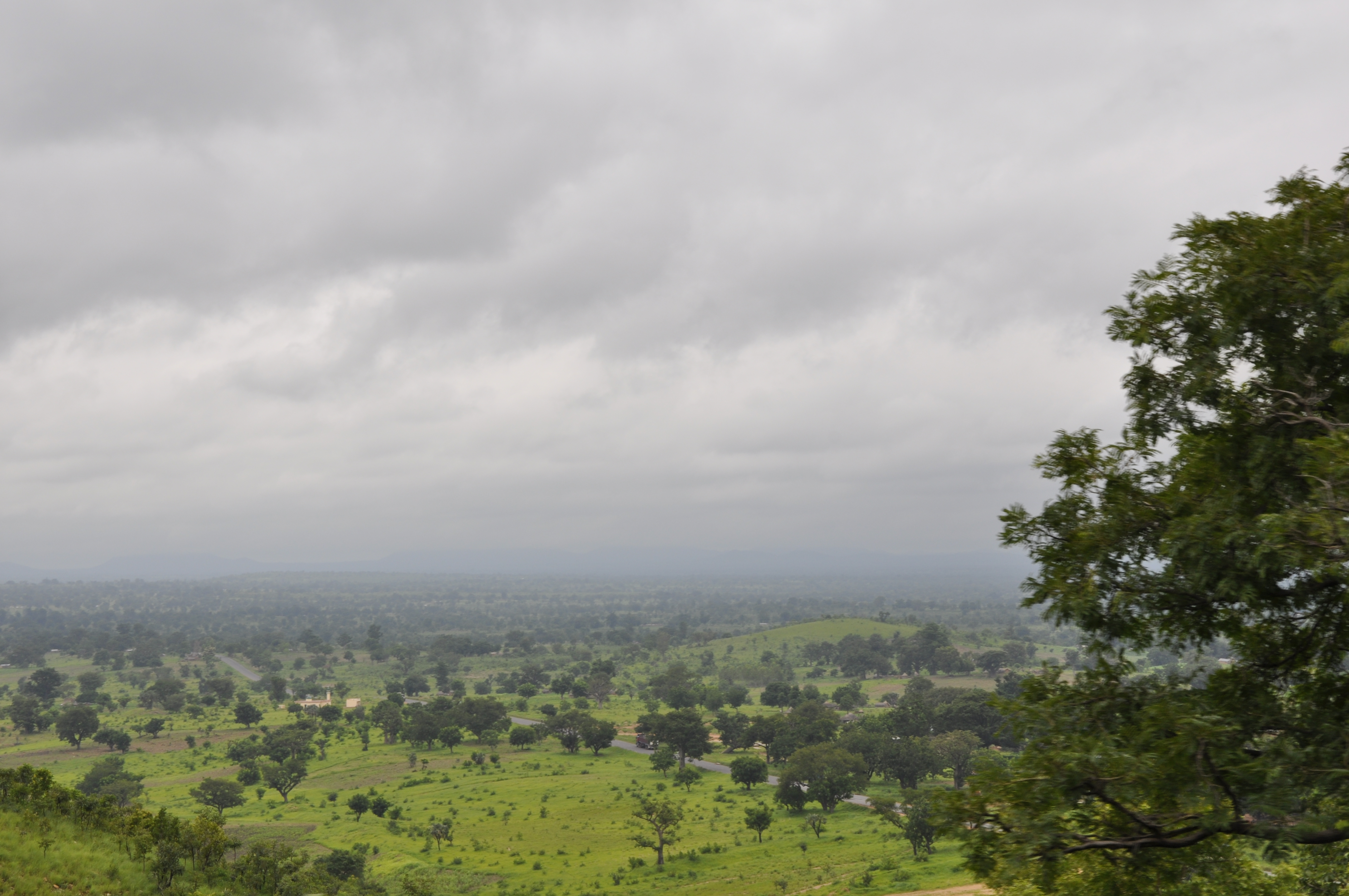
Ландшафт в околицях Кари (Того)

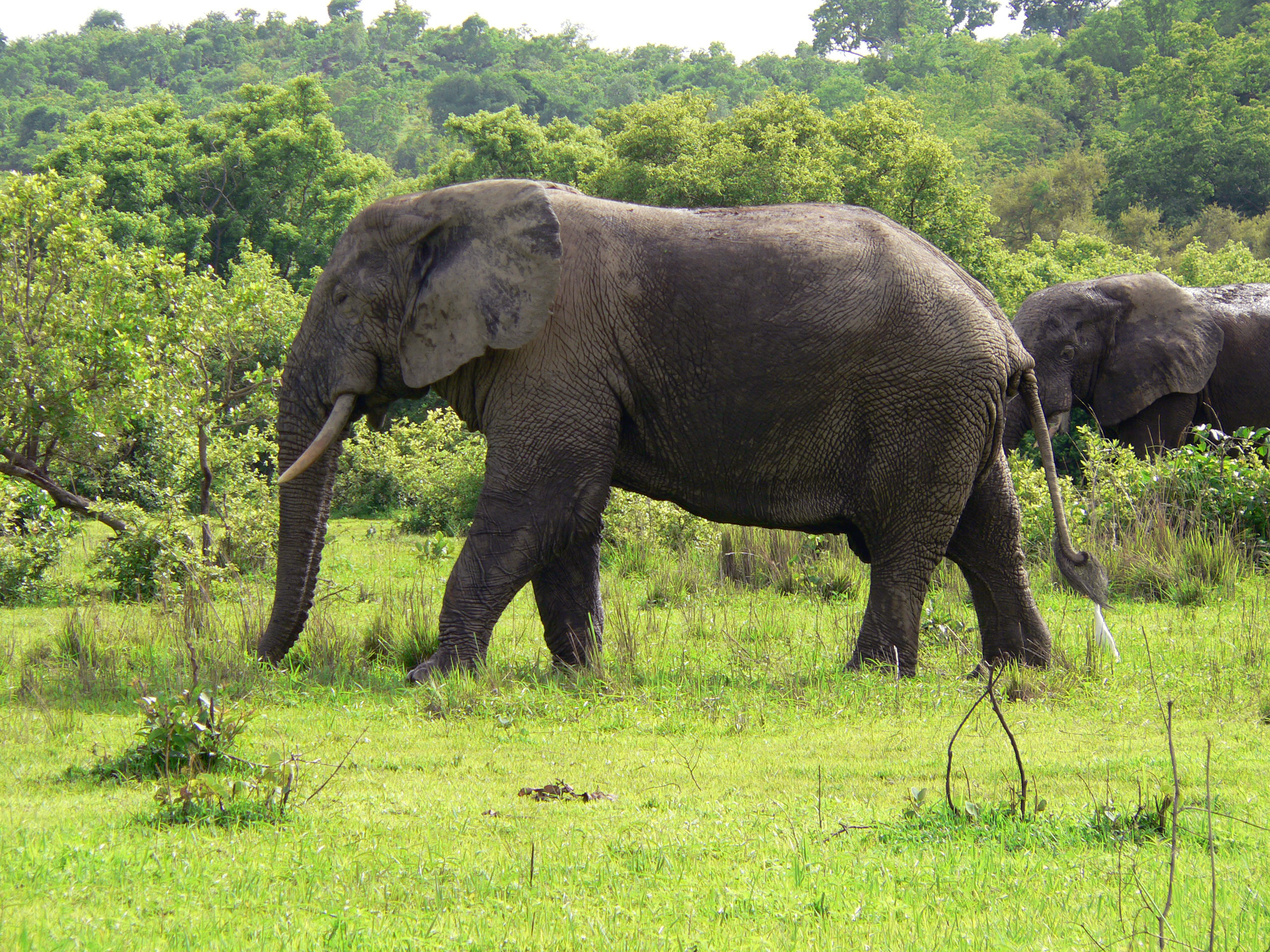
Саванний слон в Національному парку Моле (Гана)

## Географія
Екорегіон західносуданської савани простягається на 3400 км із заходу на схід, охоплюючи більшу частину Сенегалу і Гамбії, північні та східні регіони Гвінеї, південь Малі, майже всю територію Буркіна-Фасо, північ Кот-д'Івуару і Гани, північ і центр Того і Беніну, південь Нігеру та північ Нігерії. На північ від регіону поширені сухі акацієві савани Сахелю, а на південь — більш вологі гвінейські лісосавани. На заході екорегіон виходить до узбережжя Атлантичного океану, а на сході переходить у східносуданську савану. Межею між цими великими масивами саван є гори Мандара, які виділяють у окремий екорегіон рідколісь Мандарського нагір'я. Також у окремий екорегіон виділяють затоплені савани Внутрішньої дельти Нігеру, розташовані між Західносуданською саваною та Сахелем.
Рельєф регіону переважно рівнинний, розташований на висоті від 200 до 400 м над рівнем моря. З геологічної точки зору в ньому переважають докембрійські породи фундаменту та пост-юрські породи кількох осадових басейнів. Подекуди зустрічаються пісковикові пагорби та плато, такі як Бандіагара. Вони значно сприяють місцевому біорізноманіттю, створюючи широкий спектр мікробіотопів. Значна частина регіону лежить в межах басейну річки Нігер. Також значні території охоплені басейнами річок Сенегал, Гамбія та Вольта. Північно-східна частина регіону охоплена басейном озера Чад. На півдні регіону переважають червоноземи та сірі лісові ґрунти, а на півночі — ентісолі.
Регіон є досить густонаселеним. Густота населення в ньому становить 50-100 осіб/км², а в штаті Кано на півночі Нігерії — навіть 467 осіб/км². В регіону мешкає як осіле та частково осіле сільськогосподарське населення, так і кочове скотарське населення.

## Клімат
На півночі екорегіону переважає напівпустельний клімат (BSh за класифікацією кліматів Кеппена), а на півдні — саванний клімат (Aw за класифікацією Кеппена). Річна кількість опадів коливається від 1000 мм на півдні до 600 мм на півночі на краю Сахеля. Кількість опадів і температура змінюються залежно від сезону: спекотний дощовий сезон триває з травня по вересень, а більш прохолодний сухий сезон — з жовтня по квітень. На півночі регіону сухий сезон може тривати до дев'яти місяців, на півдні він триває близько шести-семи місяців. Протягом найспекотніших місяців (з березня по травень) найвищі середньодобові температури становлять 35-40 °C, а протягом найхолодніших місяців (в листопаді-грудні) найнижчі середньодобові температури становлять 18-21 °C.

### Приклади
| Клімат Дакару, Сенегал (1981–2010)         | Клімат Дакару, Сенегал (1981–2010) | Клімат Дакару, Сенегал (1981–2010) | Клімат Дакару, Сенегал (1981–2010) | Клімат Дакару, Сенегал (1981–2010) | Клімат Дакару, Сенегал (1981–2010) | Клімат Дакару, Сенегал (1981–2010) | Клімат Дакару, Сенегал (1981–2010) | Клімат Дакару, Сенегал (1981–2010) | Клімат Дакару, Сенегал (1981–2010) | Клімат Дакару, Сенегал (1981–2010) | Клімат Дакару, Сенегал (1981–2010) | Клімат Дакару, Сенегал (1981–2010) | Клімат Дакару, Сенегал (1981–2010) |
| Показник                                   | Січ.                               | Лют.                               | Бер.                               | Квіт.                              | Трав.                              | Черв.                              | Лип.                               | Серп.                              | Вер.                               | Жовт.                              | Лист.                              | Груд.                              | Рік                                |
| Абсолютний максимум, °C                    | 39,6                               | 38,7                               | 40,4                               | 38,4                               | 36,2                               | 36,6                               | 36,9                               | 35,0                               | 36,2                               | 39,3                               | 40,3                               | 39,5                               |                                    |
| Середній максимум, °C                      | 25,3                               | 25,2                               | 25,4                               | 25,0                               | 26,0                               | 28,6                               | 30,0                               | 30,3                               | 30,7                               | 31,0                               | 29,8                               | 27,4                               | 27,9                               |
| Середній мінімум, °C                       | 18,3                               | 18,0                               | 18,5                               | 19,2                               | 20,7                               | 23,5                               | 25,1                               | 25,3                               | 25,2                               | 25,3                               | 23,3                               | 21,0                               | 22,0                               |
| Абсолютний мінімум, °C                     | 11,0                               | 10,7                               | 10,9                               | 14,0                               | 15,4                               | 17,0                               | 17,2                               | 20,0                               | 20,0                               | 17,2                               | 17,0                               | 12,4                               |                                    |
| Середня кількість сонячних годин на місяць | 244,9                              | 245,8                              | 276,0                              | 288,0                              | 291,4                              | 252,0                              | 232,5                              | 223,2                              | 219,0                              | 257,3                              | 249,0                              | 238,7                              |                                    |
| Днів з дощем                               | 1,0                                | 1,0                                | 1,0                                | 0,2                                | 0,4                                | 3,0                                | 8,0                                | 15,0                               | 12,0                               | 4,0                                | 1,0                                | 1,0                                |                                    |
| Вологість повітря, %                       | 68                                 | 74                                 | 77                                 | 81                                 | 81                                 | 80                                 | 78                                 | 81                                 | 83                                 | 80                                 | 72                                 | 68                                 | 77                                 |
| ------------------------------------------ | ---------------------------------- | ---------------------------------- | ---------------------------------- | ---------------------------------- | ---------------------------------- | ---------------------------------- | ---------------------------------- | ---------------------------------- | ---------------------------------- | ---------------------------------- | ---------------------------------- | ---------------------------------- | ---------------------------------- |

| Клімат Бамако, Малі (1950–2000, екстремуми 1949–2015) | Клімат Бамако, Малі (1950–2000, екстремуми 1949–2015) | Клімат Бамако, Малі (1950–2000, екстремуми 1949–2015) | Клімат Бамако, Малі (1950–2000, екстремуми 1949–2015) | Клімат Бамако, Малі (1950–2000, екстремуми 1949–2015) | Клімат Бамако, Малі (1950–2000, екстремуми 1949–2015) | Клімат Бамако, Малі (1950–2000, екстремуми 1949–2015) | Клімат Бамако, Малі (1950–2000, екстремуми 1949–2015) | Клімат Бамако, Малі (1950–2000, екстремуми 1949–2015) | Клімат Бамако, Малі (1950–2000, екстремуми 1949–2015) | Клімат Бамако, Малі (1950–2000, екстремуми 1949–2015) | Клімат Бамако, Малі (1950–2000, екстремуми 1949–2015) | Клімат Бамако, Малі (1950–2000, екстремуми 1949–2015) | Клімат Бамако, Малі (1950–2000, екстремуми 1949–2015) |
| Показник                                              | Січ.                                                  | Лют.                                                  | Бер.                                                  | Квіт.                                                 | Трав.                                                 | Черв.                                                 | Лип.                                                  | Серп.                                                 | Вер.                                                  | Жовт.                                                 | Лист.                                                 | Груд.                                                 | Рік                                                   |
| Абсолютний максимум, °C                               | 38,9                                                  | 42,8                                                  | 43,9                                                  | 43,5                                                  | 45,0                                                  | 42,0                                                  | 40,0                                                  | 37,8                                                  | 38,4                                                  | 38,9                                                  | 42,0                                                  | 40,0                                                  | 45,0                                                  |
| Середній максимум, °C                                 | 33,4                                                  | 36,4                                                  | 38,5                                                  | 39,6                                                  | 38,5                                                  | 35,3                                                  | 32,1                                                  | 31,1                                                  | 32,2                                                  | 34,6                                                  | 35,3                                                  | 33,4                                                  | 35,0                                                  |
| Середній мінімум, °C                                  | 17,0                                                  | 19,9                                                  | 22,9                                                  | 25,2                                                  | 25,4                                                  | 23,6                                                  | 22,2                                                  | 21,8                                                  | 21,6                                                  | 21,3                                                  | 18,4                                                  | 16,8                                                  | 21,3                                                  |
| Абсолютний мінімум, °C                                | 8,7                                                   | 9,0                                                   | 12,0                                                  | 15,8                                                  | 17,8                                                  | 16,1                                                  | 17,5                                                  | 17,2                                                  | 18,0                                                  | 14,7                                                  | 10,8                                                  | 6,0                                                   | 6,0                                                   |
| Середня кількість сонячних годин на місяць            | 277,4                                                 | 253,0                                                 | 268,1                                                 | 230,4                                                 | 242,6                                                 | 233,6                                                 | 216,6                                                 | 218,3                                                 | 221,7                                                 | 253,7                                                 | 270,7                                                 | 268,6                                                 | 2954,7                                                |
| Днів з дощем                                          | 0,2                                                   | 0,2                                                   | 0,6                                                   | 3,3                                                   | 6,3                                                   | 7,7                                                   | 16,7                                                  | 17,9                                                  | 14,7                                                  | 5,7                                                   | 0,3                                                   | 0,1                                                   |                                                       |
| Вологість повітря, %                                  | 24                                                    | 20                                                    | 22                                                    | 33                                                    | 50                                                    | 67                                                    | 77                                                    | 81                                                    | 78                                                    | 65                                                    | 38                                                    | 27                                                    | 49                                                    |
| ----------------------------------------------------- | ----------------------------------------------------- | ----------------------------------------------------- | ----------------------------------------------------- | ----------------------------------------------------- | ----------------------------------------------------- | ----------------------------------------------------- | ----------------------------------------------------- | ----------------------------------------------------- | ----------------------------------------------------- | ----------------------------------------------------- | ----------------------------------------------------- | ----------------------------------------------------- | ----------------------------------------------------- |

| Клімат Уагадугу, Буркіна-Фасо (1971-2000, екстремуми 1902-2016) | Клімат Уагадугу, Буркіна-Фасо (1971-2000, екстремуми 1902-2016) | Клімат Уагадугу, Буркіна-Фасо (1971-2000, екстремуми 1902-2016) | Клімат Уагадугу, Буркіна-Фасо (1971-2000, екстремуми 1902-2016) | Клімат Уагадугу, Буркіна-Фасо (1971-2000, екстремуми 1902-2016) | Клімат Уагадугу, Буркіна-Фасо (1971-2000, екстремуми 1902-2016) | Клімат Уагадугу, Буркіна-Фасо (1971-2000, екстремуми 1902-2016) | Клімат Уагадугу, Буркіна-Фасо (1971-2000, екстремуми 1902-2016) | Клімат Уагадугу, Буркіна-Фасо (1971-2000, екстремуми 1902-2016) | Клімат Уагадугу, Буркіна-Фасо (1971-2000, екстремуми 1902-2016) | Клімат Уагадугу, Буркіна-Фасо (1971-2000, екстремуми 1902-2016) | Клімат Уагадугу, Буркіна-Фасо (1971-2000, екстремуми 1902-2016) | Клімат Уагадугу, Буркіна-Фасо (1971-2000, екстремуми 1902-2016) | Клімат Уагадугу, Буркіна-Фасо (1971-2000, екстремуми 1902-2016) |
| Показник                                                        | Січ.                                                            | Лют.                                                            | Бер.                                                            | Квіт.                                                           | Трав.                                                           | Черв.                                                           | Лип.                                                            | Серп.                                                           | Вер.                                                            | Жовт.                                                           | Лист.                                                           | Груд.                                                           | Рік                                                             |
| Абсолютний максимум, °C                                         | 39,8                                                            | 42,3                                                            | 43,8                                                            | 46,1                                                            | 44,5                                                            | 41,3                                                            | 38,8                                                            | 36,6                                                            | 38,6                                                            | 41,0                                                            | 40,5                                                            | 40,1                                                            | 46,1                                                            |
| Середній максимум, °C                                           | 32,9                                                            | 35,8                                                            | 38,3                                                            | 39,3                                                            | 37,7                                                            | 34,7                                                            | 32,1                                                            | 31,1                                                            | 32,5                                                            | 35,6                                                            | 35,9                                                            | 33,4                                                            | 34,9                                                            |
| Середній мінімум, °C                                            | 16,5                                                            | 19,1                                                            | 23,5                                                            | 26,4                                                            | 26,1                                                            | 24,1                                                            | 22,8                                                            | 22,2                                                            | 22,4                                                            | 23,0                                                            | 19,6                                                            | 16,9                                                            | 21,9                                                            |
| Абсолютний мінімум, °C                                          | 8,5                                                             | 10,4                                                            | 14,8                                                            | 16,2                                                            | 17,0                                                            | 17,0                                                            | 15,0                                                            | 17,9                                                            | 17,6                                                            | 17,6                                                            | 13,0                                                            | 9,5                                                             | 8,5                                                             |
| Середня кількість сонячних годин на місяць                      | 287                                                             | 263                                                             | 264                                                             | 256                                                             | 277                                                             | 264                                                             | 240                                                             | 223                                                             | 217                                                             | 273                                                             | 288                                                             | 284                                                             |                                                                 |
| Днів з дощем                                                    | 0                                                               | 0                                                               | 1                                                               | 3                                                               | 8                                                               | 10                                                              | 14                                                              | 16                                                              | 11                                                              | 5                                                               | 0                                                               | 0                                                               | 68                                                              |
| Вологість повітря, %                                            | 24                                                              | 21                                                              | 22                                                              | 36                                                              | 50                                                              | 64                                                              | 72                                                              | 80                                                              | 77                                                              | 60                                                              | 38                                                              | 29                                                              | 48                                                              |
| --------------------------------------------------------------- | --------------------------------------------------------------- | --------------------------------------------------------------- | --------------------------------------------------------------- | --------------------------------------------------------------- | --------------------------------------------------------------- | --------------------------------------------------------------- | --------------------------------------------------------------- | --------------------------------------------------------------- | --------------------------------------------------------------- | --------------------------------------------------------------- | --------------------------------------------------------------- | --------------------------------------------------------------- | --------------------------------------------------------------- |

| Клімат Ніамею, Нігер (1961–1990, extremes: 1961–2015) | Клімат Ніамею, Нігер (1961–1990, extremes: 1961–2015) | Клімат Ніамею, Нігер (1961–1990, extremes: 1961–2015) | Клімат Ніамею, Нігер (1961–1990, extremes: 1961–2015) | Клімат Ніамею, Нігер (1961–1990, extremes: 1961–2015) | Клімат Ніамею, Нігер (1961–1990, extremes: 1961–2015) | Клімат Ніамею, Нігер (1961–1990, extremes: 1961–2015) | Клімат Ніамею, Нігер (1961–1990, extremes: 1961–2015) | Клімат Ніамею, Нігер (1961–1990, extremes: 1961–2015) | Клімат Ніамею, Нігер (1961–1990, extremes: 1961–2015) | Клімат Ніамею, Нігер (1961–1990, extremes: 1961–2015) | Клімат Ніамею, Нігер (1961–1990, extremes: 1961–2015) | Клімат Ніамею, Нігер (1961–1990, extremes: 1961–2015) | Клімат Ніамею, Нігер (1961–1990, extremes: 1961–2015) |
| Показник                                              | Січ.                                                  | Лют.                                                  | Бер.                                                  | Квіт.                                                 | Трав.                                                 | Черв.                                                 | Лип.                                                  | Серп.                                                 | Вер.                                                  | Жовт.                                                 | Лист.                                                 | Груд.                                                 | Рік                                                   |
| Абсолютний максимум, °C                               | 38,2                                                  | 44,0                                                  | 45,0                                                  | 45,6                                                  | 45,1                                                  | 43,5                                                  | 41,0                                                  | 39,6                                                  | 41,8                                                  | 41,2                                                  | 40,7                                                  | 40,0                                                  |                                                       |
| Середній максимум, °C                                 | 32,5                                                  | 35,7                                                  | 39,1                                                  | 40,9                                                  | 40,2                                                  | 37,2                                                  | 34,0                                                  | 33,0                                                  | 34,4                                                  | 37,8                                                  | 36,2                                                  | 33,3                                                  | 36,2                                                  |
| Середня температура, °C                               | 24,3                                                  | 27,3                                                  | 30,9                                                  | 33,8                                                  | 34,0                                                  | 31,5                                                  | 29,0                                                  | 27,9                                                  | 29,0                                                  | 30,8                                                  | 27,9                                                  | 25,0                                                  | 29,3                                                  |
| Середній мінімум, °C                                  | 16,1                                                  | 19,0                                                  | 22,9                                                  | 26,5                                                  | 27,7                                                  | 25,7                                                  | 24,1                                                  | 23,2                                                  | 23,6                                                  | 24,2                                                  | 19,5                                                  | 16,7                                                  | 22,4                                                  |
| Абсолютний мінімум, °C                                | 12,6                                                  | 14,3                                                  | 18,0                                                  | 21,6                                                  | 22,6                                                  | 20,5                                                  | 20,0                                                  | 20,2                                                  | 20,3                                                  | 15,8                                                  | 13,0                                                  | 12,6                                                  |                                                       |
| Середня кількість сонячних годин на місяць            | 280                                                   | 264                                                   | 264                                                   | 251                                                   | 257                                                   | 251                                                   | 238                                                   | 203                                                   | 228                                                   | 285                                                   | 285                                                   | 276                                                   |                                                       |
| Норма опадів, мм                                      | 0.0                                                   | 0.0                                                   | 3.9                                                   | 5.7                                                   | 34.7                                                  | 68.8                                                  | 154.3                                                 | 170.8                                                 | 92.2                                                  | 9.7                                                   | 0.7                                                   | 0.0                                                   |                                                       |
| Днів з опадами                                        | 0,0                                                   | 0,0                                                   | 0,2                                                   | 0,8                                                   | 2,9                                                   | 5,9                                                   | 9,9                                                   | 12,2                                                  | 7,4                                                   | 1,6                                                   | 0,1                                                   | 0,0                                                   |                                                       |
| Вологість повітря, %                                  | 22                                                    | 17                                                    | 18                                                    | 27                                                    | 42                                                    | 55                                                    | 67                                                    | 74                                                    | 73                                                    | 53                                                    | 34                                                    | 27                                                    |                                                       |
| ----------------------------------------------------- | ----------------------------------------------------- | ----------------------------------------------------- | ----------------------------------------------------- | ----------------------------------------------------- | ----------------------------------------------------- | ----------------------------------------------------- | ----------------------------------------------------- | ----------------------------------------------------- | ----------------------------------------------------- | ----------------------------------------------------- | ----------------------------------------------------- | ----------------------------------------------------- | ----------------------------------------------------- |

| Клімат Майдугурі, Нігерія                  | Клімат Майдугурі, Нігерія | Клімат Майдугурі, Нігерія | Клімат Майдугурі, Нігерія | Клімат Майдугурі, Нігерія | Клімат Майдугурі, Нігерія | Клімат Майдугурі, Нігерія | Клімат Майдугурі, Нігерія | Клімат Майдугурі, Нігерія | Клімат Майдугурі, Нігерія | Клімат Майдугурі, Нігерія | Клімат Майдугурі, Нігерія | Клімат Майдугурі, Нігерія | Клімат Майдугурі, Нігерія |
| Показник                                   | Січ.                      | Лют.                      | Бер.                      | Квіт.                     | Трав.                     | Черв.                     | Лип.                      | Серп.                     | Вер.                      | Жовт.                     | Лист.                     | Груд.                     | Рік                       |
| Абсолютний максимум, °C                    | 40                        | 42                        | 44                        | 46                        | 47                        | 42                        | 43                        | 36                        | 38                        | 39                        | 39                        | 38                        |                           |
| Середній максимум, °C                      | 31,9                      | 34,6                      | 37,8                      | 40,1                      | 39,4                      | 36,4                      | 33,2                      | 32,0                      | 33,7                      | 36,4                      | 34,2                      | 32,3                      | 35,2                      |
| Середня температура, °C                    | 21,8                      | 24,8                      | 29,3                      | 32,6                      | 32,5                      | 30,2                      | 27,5                      | 26,6                      | 27,2                      | 27,9                      | 24,9                      | 23,2                      | 27,4                      |
| Середній мінімум, °C                       | 12,6                      | 15,3                      | 19,7                      | 21,9                      | 25,5                      | 24,5                      | 22,9                      | 22,3                      | 22,4                      | 20,7                      | 16,0                      | 13,1                      | 19,9                      |
| Абсолютний мінімум, °C                     | 8                         | 10                        | 15                        | 12                        | 18                        | 19                        | 20                        | 19                        | 20                        | 15                        | 10                        | 5                         |                           |
| Середня кількість сонячних годин на місяць | 266,6                     | 249,2                     | 257,3                     | 237,0                     | 263,5                     | 249,0                     | 217,0                     | 204,6                     | 225,0                     | 285,2                     | 282,0                     | 275,9                     | 3012,3                    |
| Норма опадів, мм                           | 0.0                       | 0.0                       | 0.3                       | 13.0                      | 30.5                      | 73.8                      | 147.1                     | 193.2                     | 83.0                      | 11.1                      | 0.0                       | 0.1                       | 552.1                     |
| Днів з опадами                             | 0,0                       | 0,0                       | 0,5                       | 1,6                       | 4,0                       | 7,0                       | 10,7                      | 10,7                      | 6,8                       | 1,4                       | 0,0                       | 0,0                       | 42,7                      |
| Вологість повітря, %                       | 15.4                      | 11.2                      | 12.0                      | 17.5                      | 28.4                      | 38.4                      | 55.5                      | 63.4                      | 54.8                      | 30.2                      | 19.0                      | 19.6                      | 30.2                      |
| ------------------------------------------ | ------------------------- | ------------------------- | ------------------------- | ------------------------- | ------------------------- | ------------------------- | ------------------------- | ------------------------- | ------------------------- | ------------------------- | ------------------------- | ------------------------- | ------------------------- |

## Флора
Основними рослинними угрупованнями екорегіону є савани та рідколісся. В саванах переважають комбретуми (Combretum spp.), терміналії (Terminalia spp.), акації та інші дерева, а також різноманітні високі трави та кущі. Найбільш поширеними травами є гіпарренії (Hyparrhenia spp.), також відомі як слонові трави. Їх висота часто перевищує один метр. У розпал сухого сезону багато дерев втрачає листя, а трави висихають, що часто призводить до пожеж.
В сухих рідколіссях переважають дерева висотою до 10 м, зокрема акації, різні види аногейсусів (Anogeissus spp.), єгипетські бальзамові дерева (Balanites aegyptiaca), липкі комбретуми (Combretum glutinosum), африканський мирт (Commiphora africana), африканські мескітові дерева (Prosopis africana), індійські тамаринди (Tamarindus indica) та буйволові колючки (Ziziphus mucronata). 
В районах з більшою кількістю опадів, акації менш поширені, а натомість зустрічаються вологі рідколісся. В них переважають африканські червоні дерева (Afzelia africana), африканські буркеї (Burkea africana), різні види комбретумів (Combretum spp.) та терміналій (Terminalia spp.). У найбільш вологих районах на півдні регіону зустрічаються ізоберлінієві (Isoberlinia spp.) рідколісся. Хоча вони є схожими на лісисті савани міомбо, поширені в Замбезії, вони є більш низькими та флористично біднішими, а також є менш густими. По всьому регіону на берегах річок зустрічаються трав'янисті заплави, відомі як фадама. По їх периметру часто ростуть ліси та порослі деревами луки. Також ліси зустрічаються в долинах річок.
Більшість рослин регіону є широко поширеними, однак деякі види є рідкісними, а деякі, загалом близько 900 видів, — ендемічними. Центрами ендемізму в регіоні є пісковикові масиви, зокрема нагір'я Бандіагара та гори Мандінг в Малі. Серед рідкісних видів дерев, що зустрічаються в регіоні, слід навести Encephalartos barteri, Pteleopsis habeensis, Vepris heterophylla, а також ендемічні Gilletiodendron glandulosum та Kleinia cliffordiana

## Фауна
Екорегіон вирізняється високим фауністичним різноманіттям. Серед поширених в регіоні ссавців слід відзначити північного бушбока (Tragelaphus scriptus), африканського бородавочника (Phacochoerus africanus), сенегальського галаго (Galago senegalensis), зелену мартишку (Chlorocebus sabaeus), танталову мартишку (Chlorocebus tantalus), павіана-анубіса (Papio anubis), звичайну редунку (Redunca redunca), водяного коба (Kobus kob), звичайного дуїкера (Sylvicapra grimmia), червонобокого дуїкера (Cephalophus rufilatus), орібі (Ourebia ourebi), карликового їжака (Atelerix albiventris) та африканського трубкозуба (Orycteropus afer).
На більшість великих ссавців регіону велося активне полювання, що призвело до скорочення популяції та ареалу багатьох з них. Наразі деякі види майже винищені і збереглися лише в заповідниках. Так, ендемічний західний підвид гігантської канни (Taurotragus derbianus derbianus) зберігся лише в Сенегалі та Малі, хоча раніше ці тварини були поширені на схід до річки Нігер в Нігерії. Західноафриканські жирафи (Giraffa camelopardalis peralta) збереглися лише на півдні Нігеру. Їх популяція станом на 1996 нараховувала лише 50 особин, однак до 2017 року вона збільшилась до 607 особин. Серед інших рідкісних ссавців регіону слід відзначити саванного слона (Loxodonta africana), звичайного бегемота (Hippopotamus amphibius), кінську антилопу (Hippotragus equinus), суданського буйвола (Syncerus caffer brachyceros), західного конгоні (Alcelaphus buselaphus major) та смаглявого коба (Kobus ellipsiprymnus). В річках регіону мешкають африканські ламантини (Trichechus senegalensis), а в деяких лісах на південному заході екорегіону — західні шимпанзе (Pan troglodytes verus). 
Серед рідкісних хижих ссавців, поширених в регіоні, слід відзначити гієнову собаку (Lycaon pictus), лева (Panthera leo), африканського леопарда (Panthera pardus pardus) та сахарського гепарда (Acinonyx jubatus hecki), а серед більш поширених — звичайного каракала (Caracal caracal), сервала (Leptailurus serval), степового кота (Felis lybica), звичайну генету (Genetta genetta), хауську генету (Genetta thierryi), плямисту гієну (Crocuta crocuta), смугасту гієну (Hyaena hyaena), смугастого шакала (Lupulella adusta), медоїда (Mellivora capensis) та капську видру (Aonyx capensis). Ендеміками регіону є сенегальська трав'яна миша (Lemniscomys linulus) та болотно-саванна білозубка (Crocidura longipes).
Виражений сухий сезон зумовлює значну міграцію фауни в межах екорегіону. Вона включає щорічний приліт великої кількості птахів з Європи, а також внутрішньоафриканську міграцію, пов'язану із сезонними змінами погоди в Африці. У минулому відбувалися значні міграції великих ссавців, але вони переважно припинилися через зміну середовища проживання вздовж міграційних шляхів та через полювання, яке призвело до зменшення популяцій ссавців.

## Збереження
Оцінка 2017 року показала, що 233 942 км², або 14 % екорегіону, є заповідними територіями. Природоохоронні території включають:
- Національний парк Букль-дю-Бауле[en] — Малі;
- Національний парк річки Гамбія[en] — Гамбія;
- Національний парк Каїнджі[en] — Нігерія;
- Національний парк Моле — Гана;
- Національний парк Ніоколо-Коба — Сенегал;
- Національний парк Комое — Кот-д'Івуар;
- Національний парк W — Нігер, Буркіна-Фасо, Бенін.